# Cephaloziella microphylla
Cephaloziella microphylla là một loài rêu tản trong họ Cephaloziellaceae. Loài này được (Stephani) Douin miêu tả khoa học lần đầu tiên năm 1920.